# Gjel
Gjel (en anglais : Gzhel ; en russe : Гжель) est le nom d'une localité rurale du raïon de Ramenskoïe (it), oblast de Moscou, en Russie. La localité a donné son nom à la céramique de Gjel ainsi qu'à l'étage stratigraphique du Gzhélien.

## Géographie
Gjel est situé à 52 kilomètres au sud-est du centre de Moscou sur les rives d'un lac de barrage formé par la Gjelka (ru), un petit affluent de la Moskova. La population est de 964 habitants (recensement de 2006).
La gare de la localité, datant de 1912, est desservie par la ligne de chemin de fer Moscou-Kazan.

## Histoire
La première mention de Gjel, dont la date de fondation reste inconnue, date de 1339 et figure dans le testament du Grand-prince de Moscovie Ivan Kalita. C'est à cette époque que des artisans, ayant remarqué la qualité de la « milovka », la glaise blanche, commencent à produire de la vaisselle. À la fin des années 1780, quelque vingt-cinq fabriques de céramique coexistaient à Gjel.

## Sources
- Gjel : un des hauts lieux mondiaux méconnus de la céramique, Russia Beyond The Headlines (supplément du journal Le Soir), 2 avril 2014, p. 3